# Rilima
Rilima est une ville du sud-est du Rwanda.
C'est le centre urbain le plus proche de l'aéroport international de Bugesera.